# Heteropoda afghana
Heteropoda afghana este o specie de păianjeni din genul Heteropoda, familia Sparassidae, descrisă de Roewer în anul 1962. Conform Catalogue of Life specia Heteropoda afghana nu are subspecii cunoscute.